# Liga Mexicana del Pacífico 1973-74
La Temporada 1973-74 de la Liga Mexicana del Pacífico fue la 16.ª edición, llevó el nombre de Tomas Oros Gaytan y comenzó el 3 de octubre de 1973.
La temporada finalizó el 26 de enero de 1974, con la coronación de los Venados de Mazatlán al vencer 4-0 en serie final a los Yaquis de Ciudad Obregón.

## Sistema de competencia

### Temporada regular
La temporada regular se dividió en dos vueltas, abarcando un total de 86 juegos a disputarse para cada uno de los ocho clubes. Al término de cada mitad, se asigna un puntaje que va de 1 a 8 puntos en forma ascendente, según la clasificación (standing) general de cada club. El equipo con mayor puntaje se denomina campeón del rol regular. A continuación se muestra la distribución de dicho puntaje:
- Primera posición: 8 puntos
- Segunda: 7 puntos
- Tercera: 6 puntos
- Cuarta: 5 puntos
- Quinta: 4 puntos
- Sexta: 3 puntos
- Séptima: 2 puntos
- Octava: 1 puntos

### Semifinal
Para la etapa de semifinales, pasan los cuatro equipos con mayor puntaje sobre la base de las dos mitades de la temporada regular. De esta manera, el cuarto se enfrenta como visitante al equipo mejor situado del standing en una serie, mientras que el segundo y el tercero hacen lo mismo a su vez.

### Final
Se da entre los equipos que ganaron en la etapa de semifinales, a ganar 4 de 7 juegos.

## Calendario
- Número de Juegos: 86 juegos

## Equipos participantes
| Liga Mexicana del Pacífico 1973-74 |           |                 |                        |                          |           |
| Equipo                             | Fundación | Mánager         | Ciudad                 | Estadio                  | Capacidad |
| Algodoneros de Guasave             | 1970      | Por definir     | Guasave, Sinaloa       | Francisco Carranza Limón | 8,000     |
| Cañeros de Los Mochis              | 1947      | Por definir     | Los Mochis, Sinaloa    | Emilio Ibarra Almada     | 6,000     |
| Mayos de Navojoa                   | 1950      | Por definir     | Navojoa, Sonora        | Manuel Ciclón Echeverría | 8,000     |
| Naranjeros de Hermosillo           | 1944      | Por definir     | Hermosillo, Sonora     | Coloso del Choyal        | 10,000    |
| Ostioneros de Guaymas              | 1945      | Por definir     | Guaymas, Sonora        | "Abelardo L. Rodríguez"  | 5,000     |
| Tomateros de Culiacán              | 1965      | Por definir     | Culiacán, Sinaloa      | General Ángel Flores     | 8,000     |
| Venados de Mazatlán                | 1945      | Ronaldo Camacho | Mazatlán, Sinaloa      | Teodoro Mariscal         | 6,000     |
| Yaquis de Ciudad Obregón           | 1947      | Por definir     | Ciudad Obregón, Sonora | Tomás Oroz Gaytán        | 10,000    |

## Standings

### Primera Vuelta
| Equipos                  | JJ | JG | JP | JE | JV   | PCT  | PTS |
| ------------------------ | -- | -- | -- | -- | ---- | ---- | --- |
| Mayos de Navojoa         | 44 | 28 | 14 | 2  | -    | .667 | 8   |
| Ostioneros de Guaymas    | 44 | 26 | 18 | -  | 3.0  | .591 | 7   |
| Naranjeros de Hermosillo | 44 | 24 | 20 | -  | 5.0  | .545 | 6   |
| Venados de Mazatlán      | 44 | 22 | 20 | 2  | 6.0  | .524 | 5   |
| Yaquis de Ciudad Obregón | 44 | 22 | 21 | 1  | 6.5  | .512 | 4   |
| Tomateros de Culiacán    | 44 | 19 | 25 | -  | 10.0 | .432 | 3   |
| Cañeros de Los Mochis    | 44 | 17 | 26 | 1  | 11.5 | .395 | 2   |
| Algodoneros de Guasave   | 44 | 15 | 29 | -  | 14.0 | .341 | 1   |

### Segunda Vuelta
| Equipos                  | JJ | JG | JP | JE | JV  | PCT  | PTS |
| ------------------------ | -- | -- | -- | -- | --- | ---- | --- |
| Yaquis de Ciudad Obregón | 42 | 24 | 17 | 1  | -   | .585 | 8   |
| Naranjeros de Hermosillo | 42 | 23 | 19 | -  | 1.5 | .548 | 7   |
| Algodoneros de Guasave   | 42 | 23 | 19 | -  | 1.5 | .548 | 6   |
| Venados de Mazatlán      | 42 | 22 | 19 | 2  | 2.0 | .537 | 5   |
| Tomateros de Culiacán    | 42 | 22 | 20 | -  | 2.5 | .524 | 4   |
| Cañeros de Los Mochis    | 42 | 19 | 23 | -  | 5.5 | .452 | 3   |
| Mayos de Navojoa         | 40 | 18 | 22 | -  | 5.5 | .450 | 2   |
| Ostioneros de Guaymas    | 40 | 14 | 26 | -  | 9.5 | .350 | 1   |

### General
| Equipos                  | JJ | JG | JP | JE | JV   | PCT  | PTS |
| ------------------------ | -- | -- | -- | -- | ---- | ---- | --- |
| Naranjeros de Hermosillo | 86 | 47 | 39 | -  | -    | .546 | 13  |
| Yaquis de Ciudad Obregón | 86 | 46 | 38 | 2  | 1.0  | .547 | 12  |
| Mayos de Navojoa         | 84 | 46 | 36 | 2  | 1.0  | .561 | 10  |
| Venados de Mazatlán      | 86 | 44 | 39 | 3  | 1.5  | .530 | 10  |
| Ostioneros de Guaymas    | 84 | 40 | 44 | -  | 6.0  | .476 | 8   |
| Tomateros de Culiacán    | 86 | 41 | 45 | -  | 6.0  | .477 | 7   |
| Algodoneros de Guasave   | 86 | 38 | 48 | -  | 10.0 | .442 | 7   |
| Cañeros de Los Mochis    | 86 | 36 | 49 | 1  | 10.5 | .423 | 5   |

| Avanza a Play-off |

Nota: El empate de puntos entre Culiacán y Guasave se definió por porcentaje de ganados y perdidos.

## Play-off
|  | Semifinales              | Semifinales              | Semifinales              |                          |                     | Final               | Final | Final |  |
|  |                          |                          |                          |                          |                     |                     |       |       |  |
|  |                          |                          |                          |                          |                     |                     |       |       |  |
|  | Venados de Mazatlán      | Venados de Mazatlán      | 4                        |                          |                     |                     |       |       |  |
|  | Venados de Mazatlán      | Venados de Mazatlán      | 4                        |                          |                     |                     |       |       |  |
|  | Naranjeros de Hermosillo | Naranjeros de Hermosillo | 2                        |                          |                     |                     |       |       |  |
|  | Naranjeros de Hermosillo | Naranjeros de Hermosillo | 2                        |                          | Venados de Mazatlán | Venados de Mazatlán | 4     |       |  |
|  |                          |                          |                          |                          | Venados de Mazatlán | Venados de Mazatlán | 4     |       |  |
|  |                          |                          | Yaquis de Ciudad Obregón | Yaquis de Ciudad Obregón | 0                   |                     |       |       |  |
|  | Mayos de Navojoa         | Mayos de Navojoa         | Yaquis de Ciudad Obregón | Yaquis de Ciudad Obregón | 0                   | 1                   |       |       |  |
|  | Mayos de Navojoa         | Mayos de Navojoa         |                          |                          |                     | 1                   |       |       |  |
|  | Yaquis de Ciudad Obregón | Yaquis de Ciudad Obregón | 4                        |                          |                     |                     |       |       |  |
|  | Yaquis de Ciudad Obregón | Yaquis de Ciudad Obregón | 4                        |                          |                     |                     |       |       |  |
|  |                          |                          |                          |                          |                     |                     |       |       |  |

### Semifinal
| Equipos                  | JJ | JG | JP | JE | JV  | PCT  |
| ------------------------ | -- | -- | -- | -- | --- | ---- |
| Yaquis de Ciudad Obregón | 5  | 4  | 1  | -  | -   | .800 |
| Venados de Mazatlán      | 6  | 4  | 2  | -  | -   | .667 |
| Naranjeros de Hermosillo | 6  | 2  | 4  | -  | 2.0 | .333 |
| Mayos de Navojoa         | 5  | 1  | 4  | -  | 3.0 | .200 |

| Avanza a la final |

### Final
| Equipos                  | JJ | JG | JP | JE | JV  | PCT   |
| ------------------------ | -- | -- | -- | -- | --- | ----- |
| Venados de Mazatlán      | 4  | 4  | 0  | -  | -   | 1.000 |
| Yaquis de Ciudad Obregón | 4  | 0  | 4  | -  | 4.0 | .000  |

| Campeón |

## Cuadro de honor
| Equipos                  | Posición   |
| ------------------------ | ---------- |
| Yaquis de Ciudad Obregón | Campeón    |
| Venados de Mazatlán      | Subcampeón |
| Naranjeros de Hermosillo | 3° Lugar   |
| Mayos de Navojoa         | 4° Lugar   |
| Ostioneros de Guaymas    | 5° Lugar   |
| Tomateros de Culiacán    | 6° Lugar   |
| Algodoneros de Guasave   | 7° Lugar   |
| Cañeros de Los Mochis    | 8° Lugar   |

## Designaciones
A continuación se muestran a los jugadores más valiosos de la temporada.
| Designación         | Ganador         | Equipo                   |
| ------------------- | --------------- | ------------------------ |
| Jugador Más Valioso | Aurelio López   | Venados de Mazatlán      |
| Pitcher del Año     | Rafael García   | Yaquis de Ciudad Obregón |
| Novato del año      | Francisco Saiz  | Tomateros de Culiacán    |
| Mánager del Año     | Ronaldo Camacho | Venados de Mazatlán      |
| Mánager Campeón     | Ronaldo Camacho | Venados de Mazatlán      |
| Campeón de Bateo    | Jorge Orta      | Mayos de Navojoa         |
| Campeón de Pitcheo  | Eduardo Acosta  | Naranjeros de Hermosillo |